# Кафу
Кафу́ (порт. Cafu, повне ім'я: Маркус Еванжеліста ді Мораес (порт. Marcos Evangelista de Moraes), * 7 червня 1970, Сан-Паулу, Бразилія) — колишній бразильський футболіст. Захисник італійського «Мілана». Чемпіон світу з футболу 1994 та 2002. Віце-чемпіон світу 1998. Переможець Ліги чемпіонів 2007. Один з найкращих правих атакувальних захисників всіх часів. Рекордсмен збірної Бразилії за кількістю проведених ігор.

## Життєпис
Народився 7 червня 1970 року у Сан-Паулу, штат Сан-Паулу, Бразилія. Ще з дитинства юний гравець пробував пробитися до різних клубів, але щоразу йому відмовляли. Контракт з «Сан-Паулу» підписав у 1988 році. У сезоні 1989 провів 3 гри у чемпіонаті країни. Поступово став гравцем основного складу і разом з командою переміг у чемпіонаті Бразилії 1991.
Дебют у збірній Бразилії — 12 вересня 1990 р. у грі проти Іспанії (0:3). Учасник 4 чемпіонатів Пд. Америки — Копа Америка (1991, 1993, 1997, 1999). Двічі перемагав у цьому турнірі, 1 раз займав 2-ге місце.
Був у складі «канаріньйос», коли збірна виграла Кубок світу 1994 — того року правого захисника визнали найкращим футболістом Південної Америки. Першим європейським клубом, до якого перебрався Кафу, була іспанська «Сараґоса», яка саме у сезоні 1994/95 здобула Кубок володарів кубків. У іспанській команді Кафу бул лише сезон, потім повернувся на батьківщину — до «Палмейрас».
Влітку 1997 підписав контракт з італійською «Ромою». За велику швидкість римські уболівальники нагородили його прізвиськом «Il Pendolino» (назва італійського швидкісного поїзда). Під керівництвом італійського спеціаліста Фабіо Капелло «Рома» у сезоні 2000/01 виграла Серію «А», а наступного року Кафу вже у ранзі капітана збірної перемагає на чемпіонаті світу 2002.
Сезон 2003/04 правий захисник починає у «Мілані». Разом з «россо-нері» Кафу виграє титул чемпіона Італії 2004, здобуває Суперкубок країни і проводить всі 120 хв. захоплюючого фіналу Ліги чемпіонів 2004/05, де «Ліверпуль» переміг італійський клуб після 3:3 у осн. часі завдяки серії пенальті. У сезоні 2005/06 і пізніше бразилець вже не грає так багато ігор у основному складі. У першості 2006/07 на його позицію «Мілан» придбав Массімо Оддо з «Лаціо».
Тренер Бразилії Карлус Альберту Парейра все-таки визначив для Кафу місце основного правого оборонця на чемпіонаті світу 2006 у Німеччині. Виліт у чвертьфіналі занепокоїв футбольну громадськість Бразилії і новим керманичем призначено колишнього відомого півзахисника збірної Дунґу. Він взяв курс на омолодження національної команди і перестав викликати багатьох «ветеранів» (зокрема Роберто Карлоса, Рональду, Діда і Кафу). Загалом  на чемпіонатах світу бразилець зіграв 20 матчів. Він поділяє з поляком Ґжеґожем Лято 6-7 місце в історії за кількістю зіграних на ЧС поєдинків. У збірній Бразилії він є рекордсменом — за 16 років захисник провів 142 гри за «канаріньйос».
Сезон 2007/08 Кафу почав на лаві запасних — його швидкість та фізпідготовка перестала задовольняти Карло Анчелотті. По завершенні сезону вирішив закінчити футбольну кар'єру.
У середині лютого 2008 з'явилася інформація, що 37-річний бразилець отримав від «Арсеналу» (Київ) пропозицію продовжити кар'єру в Україні . Ці чутки не були підтверджені і просто стали частиною PR-кампанії керівництва «каштанчиків», спрямованої на збільшення популярності команди.
Коли Кафу повідомили про бажання Вадима Рабиновича, бразилець сказав, що «нічого смішнішого у житті не чув».

## Титули та досягнення
- Чемпіон Бразилії: 1991
  - чемпіон штату Сан-Паулу: 1989, 1991, 1992, 1996
- Кубок Лібертадорес: 1992, 1993
- Суперкубка Лібертадорес: 1993
- Рекопа Південної Америки: 1993, 1994
- Міжконтинентальний кубок: 1992, 1993
- найкращий футболіст Південної Америки: 1994
- Кубок володарів кубків УЄФА: 1995
- чемпіон Італії: 2000-01, 2003-04
- Суперкубок Італії: 2004
- Ліга чемпіонів: 2007
- фіналіст Ліги чемпіонів: 2005
- Суперкубок УЄФА: 2003 і 2007
- чемпіон світу серед клубів: 2007
- Копа Америка: 1997, 1999
- 2-е місце на Копа Америка: 1991
- Кубок конфедерацій: 1997
- учасник чемпіонатів світу: 1994, 1998, 2002 і 2006
- чемпіон світу: 1994, 2002
- віце-чемпіон світу: 1998